# Saison 22 des Mystères de l'amour
Chronologie
Saison 21 Saison 23
Cet article présente la vingt-deuxième saison de la série télévisée française Les Mystères de l'amour.

## Distribution

### Acteurs principaux (dans l'ordre d'apparition au générique)
- Patrick Puydebat : Nicolas Vernier
- Hélène Rollès : Hélène Vernier
- Sébastien Roch : Christian Roquier
- Elsa Esnoult : Fanny Greyson Roquier
- Charlène François : Sophie Grangier
- Tom Schacht : Jimmy Werner
- Laure Guibert : Bénédicte Breton
- Isabelle Bouysse : Jeanne Garnier
- Manuela Lopez : Manuela Roquier
- Lakshan Abenayake : Rudy Ayake
- Mallaury Nataf : Lola Garnier
- Serge Gisquière : Peter Watson
- Laly Meignan : Laly Polleï
- Julie Chevallier : Béatrice Gottulescu
- Philippe Vasseur : José Da Silva
- Cathy Andrieu : Cathy Da Silva
- Elliot Delage : Julien Da Silva
- Carole Dechantre : Ingrid/Emilie Soustal
- Xavier Delarue : Antoine Valès
- Jean-Baptiste Sagory : Sylvain Pottier
- Macha Polikarpova : Olga Poliarva
- Angèle Vivier : Aurélie Breton
- Benoît Dubois : Victor Sanchez
- Manon Schraen : Léa Werner
- Benjamin Cotte : Nicky Vernier/McAllister
- Frank Delay : Pierre Roussell
- Richard Pigois : John Greyson
- Marjorie Bourgeois : Stéphanie Dorville
- Jean-Luc Voyeux : Claude Guéant
- Magali Semetys : Marie Dumont

### Acteurs récurrents
- Jonathan Caillat : Paul
- Nicolas Da Silva : Juan Watson
- Jean-Yves Tual : Yvan
- Sandrine Senguier : Tania Milau, ex-codétenue d'Ingrid
- Jérémy Wulc : Le lieutenant, Jérémy Sibert
- Allan Duboux : Éric Fava
- Hélène Renard : Alex Pottier
- Blanche Alcy : Lou Blanchet
- Émilie Ascensao : Émilie
- Marion Huguenin : Chloé Girard
- Pascal Soetens : Pascal Cordier
- Stéphane Sacre : Samuel
- Hélène Martin : Gladys
- Pierre Carbonnier : Hervé Moreau
- Paco Pérez : Capitaine Olivier Joubert
- Mathilda Delecroix Denquin : Élise Bollet
- Cédric Ingard : Sigmunt Carpentier
- Joséphine Stoll : Manon
- Gabrielle Marie : Fille de la secte de Sigmund
- Zak El Maniti : Un caïd et homme de main de Christelle
- Yanis Siah : Nathan, le danseur de Fanny de  Star Dance "
- Shirley Lamy : Christelle, l'ex de Nathan
- Caroline Geslin : Kelly Laroche
- Faustine Chopin : Astrid
- Cheikh Diop : Bigg Shake homme de main de Tania
- Daniel Bilong : Ravisseur de Victor #1
- Rémy Carpentier : Ravisseur de Victor #2

## Épisodes
1. Dangers permanents
2. Démons et merveilles
3. Dans la bergerie
4. Menace explosive
5. Retour imprévu
6. Poursuite imprévue
7. Délires flagrants
8. Inquiétudes en série
9. Erreur de cible
10. Prises, emprises, méprises et surprises
11. Suspect écarté
12. Mystères et prières
13. Dans la chaleur de la nuit
14. Sœurs et stupeur
15. Immenses tristesse
16. Faux frères
17. Fatales révélations
18. Retournements de situations
19. Du sang et des larmes
20. Libérations
21. Multiples dangers
22. Multiples complications
23. Actions et réactions
24. Double drame
25. Tristes pertes
26. Futurs incertains